# Denosumab
Denosumab (tên thương mại Prolia và Xgeva) là một kháng thể đơn dòng của con người  trong điều trị loãng xương,  mất xương do điều trị, di căn vào xương,  và khối u tế bào khổng lồ của xương.
Denosumab chống chỉ định ở những người có nồng độ calci trong máu thấp.
Các tác dụng phụ phổ biến nhất là đau khớp và cơ ở cánh tay hoặc chân.
Denosumab là một chất ức chế RANKL, hoạt động bằng cách ngăn chặn sự phát triển của các hủy cốt bào, là những tế bào phá vỡ xương (tái hấp thu xương). Nó được phát triển bởi công ty công nghệ sinh học Amgen.

## Sử dụng trong y tế
Denosumab được sử dụng cho những người bị loãng xương có nguy cơ gãy xương cao, mất xương do một số loại thuốc và ở những người bị di căn xương.

### Ung thư
Một phân tích tổng hợp năm 2012 cho thấy denosumab tốt hơn giả dược, axit zoledronic và pamidronate trong việc giảm nguy cơ gãy xương ở những người bị ung thư.

### Loãng xương
Ở những người bị loãng xương sau mãn kinh, nó làm giảm nguy cơ gãy xương nhưng làm tăng nguy cơ nhiễm trùng. Một đánh giá năm 2013 đã kết luận rằng đó là một điều trị hợp lý cho tình trạng này. Một đánh giá năm 2017 đã không tìm thấy lợi ích ở nam giới.

## Tác dụng phụ
Các tác dụng phụ phổ biến nhất là đau khớp và cơ ở cánh tay hoặc chân. Có nguy cơ nhiễm trùng như viêm mô tế bào, hạ calci máu (calci máu thấp), phản ứng dị ứng mẫn cảm và thoái hóa xương hàm và gãy xương đùi không điển hình. Một thử nghiệm khác cho thấy tỷ lệ mắc bệnh chàm và nhập viện tăng đáng kể do nhiễm trùng da. Nó đã được đề xuất rằng sự gia tăng nhiễm trùng trong điều trị denosumab có thể được kết nối với vai trò của RANKL trong hệ thống miễn dịch. RANKL được thể hiện bởi các tế bào T trợ giúp và được cho là có liên quan đến sự trưởng thành của tế bào đuôi gai.
Việc ngừng sử dụng denosumab có liên quan đến sự gia tăng hồi phục của xương. Trong một số ít trường hợp, điều này đã dẫn đến tăng calci máu nặng, đặc biệt là ở trẻ em.  Gãy xương nén cũng đã xảy ra ở một số người sau khi ngừng điều trị.

## Chống chỉ định và tương tác
Nó được chống chỉ định ở những người bị hạ calci máu, và phải đạt đủ mức calci và vitamin D trước khi bắt đầu điều trị bằng denosumab. Dữ liệu liên quan đến tương tác với các loại thuốc khác bị thiếu. Denosumab không có khả năng tương tác lâm sàng.
Denosumab hoạt động bằng cách hạ thấp thông điệp nội tiết tố dẫn đến việc loại bỏ xương do xương quá mức và hoạt động trong cơ thể chỉ trong sáu tháng. Tương tự như bisphosphonates, denosumab dường như có liên quan đến việc tăng nguy cơ thoái hóa xương hàm (ONJ) sau khi nhổ răng hoặc các thủ tục phẫu thuật miệng, nhưng không giống như bisphosphonate, nguy cơ giảm xuống 0 khoảng 6 tháng sau khi tiêm. Thủ tục nha khoa xâm lấn nên tránh trong thời gian này.

## Cơ chế hoạt động
Tái tạo xương là quá trình cơ thể liên tục loại bỏ mô xương cũ và thay thế nó bằng xương mới. Nó được điều khiển bởi nhiều loại tế bào, đáng chú ý nhất là các nguyên bào xương (tiết ra xương mới) và các hủy cốt bào (phá vỡ xương); tế bào xương cũng có mặt trong xương.
Tiền chất của các nguyên bào xương, được gọi là tiền nguyên bào, biểu hiện thụ thể bề mặt gọi là RANK (chất kích hoạt thụ thể của yếu tố hạt nhân-kappa B). RANK là một thành viên của siêu họ yếu tố hoại tử khối u (TNFR). RANK được kích hoạt bởi RANKL (RANK-Ligand), tồn tại dưới dạng các phân tử bề mặt tế bào trên các nguyên bào xương. Kích hoạt RANK bởi RANKL thúc đẩy sự trưởng thành của các nguyên bào tiền xương thành các nguyên bào xương. Denosumab ức chế sự trưởng thành của các nguyên bào xương bằng cách liên kết và ức chế RANKL. Điều này bắt chước hành động tự nhiên của Osteoprotegerin, một chất ức chế RANKL nội sinh, làm giảm nồng độ (và có lẽ giảm ái lực) ở những bệnh nhân bị loãng xương. Điều này bảo vệ xương khỏi sự thoái hóa, và giúp chống lại sự tiến triển của bệnh.

## Quy định phê duyệt

### Hoa Kỳ
Vào ngày 13 tháng 8 năm 2009, một cuộc họp đã được tổ chức giữa Amgen và Ủy ban Tư vấn về Thuốc Sức khỏe Sinh sản (ACRHD) của (FDA) để xem xét việc sử dụng denosumab tiềm năng.
Vào tháng 10 năm 2009, Cơ quan Quản lý Thực phẩm và Dược phẩm Hoa Kỳ (FDA) đã trì hoãn phê duyệt denosumab, nói rằng họ cần thêm thông tin.
Vào ngày 2 tháng 6 năm 2010, denosumab đã được Cơ quan Quản lý Thực phẩm và Dược phẩm Hoa Kỳ (FDA) chấp thuận cho sử dụng ở phụ nữ sau mãn kinh có nguy cơ mắc bệnh loãng xương  dưới tên thương mại Prolia, vào tháng 11 năm 2010, với tên Xgeva, để phòng ngừa các sự kiện liên quan đến bộ xương ở bệnh nhân di căn xương từ khối u rắn. Denosumab là chất ức chế RANKL đầu tiên được FDA chấp thuận.
Vào ngày 13 tháng 6 năm 2013, FDA Hoa Kỳ đã phê duyệt denosumab để điều trị cho người trưởng thành và thanh thiếu niên trưởng thành với khối u xương tế bào khổng lồ không thể phát hiện được hoặc việc cắt bỏ sẽ dẫn đến bệnh tật đáng kể.

### Châu Âu
Vào ngày 17 tháng 12 năm 2009, Ủy ban về các sản phẩm thuốc sử dụng cho con người (CHMP) đã ban hành một Ý kiến tích cực về denosumab trong điều trị loãng xương sau mãn kinh ở phụ nữ và điều trị mất xương ở nam giới bằng liệu pháp cắt bỏ hormone đối với ung thư tuyến tiền liệt. Denosumab đã được phê duyệt để tiếp thị bởi Ủy ban châu Âu vào ngày 28 tháng 5 năm 2010.